# Virgilio Puccitelli
Virgilio Puccitelli (ur. 18 września 1599 w San Severino Marche, zm. 26 grudnia 1654 tamże) – włoski śpiewak sopranowy (kastrat), kompozytor, pisarz, ksiądz katolicki  i sekretarz królewski w kancelarii króla Władysława IV Wazy.

## Życiorys
Pochodził z rodziny szlacheckiej. W dzieciństwie należał do chóru katedry w San Severino Marche i tam zauważono jego piękny głos. Aby ten głos nie uległ zmianie podczas mutacji, Puccitelli został wykastrowany. Kontynuował studia literackie,  muzyczne i teologiczne w Rzymie od 1614, gdzie jednocześnie był śpiewakiem sopranowym m.in. w bazylice laterańskiej.
Podróżował po Europie, a w latach 1628-29 przebywał w Warszawie na dworze króla Zygmunta III Wazy i ponownie od lutego 1631 mieszkał w Polsce, gdzie król Władysław IV Waza zatrudnił go jako sekretarza królewskiego. Puccitelli przez kilka miesięcy przebywał w Wilnie (1636, 1644, 1648) i Gdańsku (1645, 1646), kilkakrotnie bywał w Krakowie. W latach 1635–1648 pisał bajki arkadyjskie i komponował opera seria, preludia i interludia  oraz muzykę do dworskich przedstawień baletowych, np. Ratto di Helena (Porwanie Heleny).
Potem przebywał w takich miastach jak Rzym, Wenecja, Mediolan i Neapol, gdzie m.in. zatrudniał nowych śpiewaków dla polskiego dworu królewskiego, kupował i wysyłał do Warszawy tkaniny na inscenizacje operowe i baletowe i komponował operę Armida abbandonata (Armida porzucona), wystawioną w Warszawie w styczniu 1641 po powrocie Puccitellego.
Puccitelli najprawdopodobniej opuścił Polskę w połowie 1649 i wyjechał do Neapolu, skąd po 3 latach przeniósł się do San Severino Marche, gdzie zmarł i został pochowany w bazylice San Lorenzo in Doliolo.